# François Gébelin
Pour les articles homonymes, voir Gébelin.
François Gébelin est un bibliothécaire et historien français de l'art.

## Biographie
Élève de l'École des chartes, il y obtient le diplôme d'archiviste paléographe en 1909 avec une thèse intitulée sur le gouvernement du maréchal de Matignon en Guyenne. Nommé à la bibliothèque municipale de Bordeaux, ses premiers travaux sont consacrés à Montaigne et à Montesquieu. En 1914, l'Académie française lui décerne le prix Saintour et en 1916, le prix Bordin. Mobilisé en 1914, il est grièvement blessé et réformé. En 1915, il est nommé bibliothécaire de la Cour de cassation. À partir de cette date, ses travaux scientifiques seront surtout consacrés à l'histoire de l'art, particulièrement de la sculpture et de l'architecture.

## Ouvrages
- Les châteaux de la Renaissance, 1927, prix Charles Blanc de l’Académie française.
- Les châteaux de la Loire, 1931, 2e éd. 1948.
- Les sculpteurs florentins du Quattrocento, 1935.
- Versailles, 1939.
- Les trésors de la Renaissance : la sculpture en Italie et en France, 1947.
- Notre-Dame de Paris, 1951.
- Les châteaux de France, 1962.
- L'époque Henri IV et Louis XIII, 1969